# Августа Вильгельмина Вюртембергская
Августа Вильгельмина Генриетта Вюртембергская (нем. Auguste Wilhelmine Henriette Prinzessin von Württemberg; 4 октября 1826, Штутгарт — 3 декабря 1898, Штутгарт) — принцесса Вюртембергская, в браке — принцесса Саксен-Веймар-Эйзенахская.

## Биография
Августа Вильгельмина была младшим ребёнком в семье короля Вюртемберга Вильгельма I и его третьей супруги Паулины Терезы Вюртембергской. Супруги имели ещё двух детей: принца Карла, будущего короля Вюртемберга, и принцессу Екатерину, а также воспитывали двух дочерей от второго брака Вильгельма с великой княгиней Екатериной Павловной: Марию и Софию. Несмотря на то, что король и его супруга приходились друг другу двоюродными братом и сестрой, брак их был несчастлив. Их невестка, великая княгиня Ольга Николаевна, отмечала в своих мемуарах, что они «… жили безо всякой внутренней гармонии между собой.»
29 января 1845 года Ея Королевское Высочество принцесса Августа Вильгельмина Генриетта была пожалована орденом Святой Екатерины большого креста.
17 июня 1851 года в Фридрихсхафене принцесса Августа Вильгельмина вышла замуж за принца Германа Саксен-Веймар-Эйзенахского (1825—1901), третьего сына принца Карла Бернхарда Саксен-Веймар-Эйзенахского и Иды Саксен-Мейнингенской, который служил в кавалерии Вюртемберга. Супруги проживали в Вюртемберге, где принц Герман продолжал службу. В браке родились четверо сыновей и две дочери:
- Паулина (1852—1904) — в 1873 году вышла замуж за своего кузена наследного принца Карла Августа Саксен-Веймар-Эйзенахского (1844—1894);
- Вильгельм (1853—1924) — женился в 1885 году на Герте Изенбург-Бюдинген-Вестербахской (1863—1945);
- Бернхард (1855—1907) — с 1901 года граф фон Краейенберг, женат дважды: с 1900 года на Марии-Луизе Брокмюллер (1866—1903), с 1905 года на графине Элизабет фон дер Шуленбург (1869—1940);
- Александр (1857—1891);
- Эрнест (1859—1909);
- Ольга (1869—1924) — с 1902 года супруга князя Леопольда Изенбург-Бюдинген (1866—1933).

Принцесса Августа Вильгельмина умерла в Штутгарте 3 декабря 1898 года, через три дня скончалась её старшая сестра Екатерина.